# شوانگوان آتو
شوانگوان آتو (انگلیسی: Shuanghuan Auto) شرکت خودروسازی چینی است، که در سال ۲۰۱۶ تأسیس شد.